# 温菲尔德·斯科特·汉考克
温菲尔德·斯科特·汉考克（英語：Winfield Scott Hancock，1824年2月14日—1886年2月9日），美国陆军职业军官，1880年美国总统大选的民主党总统候选人。他在陆军服役长达40年，曾經参与美墨战争，并且是南北战争时的北军少将，他以1863年亲自领军加入盖茨堡之役而闻名，被战友称为“卓绝的汉考克”。有军事历史学家这样写道：“在盖茨堡之役中，没有其他任何北军将领能够像汉考克这样，只是身处现场就能占据主导地位”。另一位历史学家写道：“他的作战技巧迅速就赢得了对手的钦佩，并称他是波多马克军团的雷霆”:15。内战后他继续服役，不但参与了美国南部的军事重建，还驻守着西部边疆。
汉考克有着盖茨堡战争英雄的崇高声誉，同时他的政治立场也很独特，既像北方共和党人那样坚定维护祖国统一，又坚持南方民主党人州权至上、有限政府的根本原则，这些因素让他在内战结束后的很长时间里多次有望竞争总统职位。在那个腐败横行的时代里，他的正直仿佛一座丰碑。总统拉瑟福德·伯查德·海斯曾表示：“如果我们要对这样一位无论是作为军人还是平民都有突出表现的公众人物做出评判，我们首先并且主要会想到的就是他的男子气慨，他的正直、纯洁、对目标的专注和对职责无私的投入，我们可以开诚布公地说，汉考克是彻头彻尾的十足真金”:319。1880年，在全国范围都拥有广泛支持的汉考克赢得民主党总统候选人提名:300-301，但最终以微弱差距不敌共和党候选人詹姆斯·艾布拉姆·加菲尔德。

## 早年生活和家庭
温菲尔德·斯科特·汉考克与双胞胎兄弟希拉里·贝克·汉考克（Hilary Baker Hancock）于1824年2月14日在宾夕法尼亚州费城西北方向一个名叫蒙哥马利广场（Montgomery Square）的小村庄出生，这里如今属蒙哥马利县:5。他们的父母分别叫本杰明·富兰克林·汉考克（Benjamin Franklin Hancock）和伊丽莎白·霍克斯沃斯·汉考克（Elizabeth Hoxworth Hancock）:7。温菲尔德的名字源于1812年战争中的知名将领温菲尔德·斯科特:5。
汉考克家族和和霍克斯沃斯家族已经在蒙哥马利县生活了好几个世代，拥有英格兰、苏格兰和威尔士血统。两个儿子出世时，本杰明·汉考克还是一名教师。几年后，一家人迁居县城诺里斯敦，男主人开始从事法律工作:5。同时，本杰明还是浸信会教堂的执事，并以公开宣布的民主党人身份参与市政府运作:5。
温菲尔德起初在诺里斯敦学院接受教育，但在19世纪30年代末、诺里斯敦开设首所公立学校后转至该校学习:6。19世纪40年代，当地所在选区的联邦众议员约瑟夫·福南斯（Joseph Fornance）提名温菲尔德前往西点的西点军校深造:18-21:10。温菲尔德在西点军校的成绩为平均水平，于1844年在全班25名学员中以第18名的成绩毕业，从此成为步兵:10-11:12-15。

## 军旅生涯

### 美墨战争
汉考克获晋升为美国第6步兵团少尉，起初驻扎在红河谷的印第安领地。该地区当时还很平静，汉考克在这里的日子过得波澜不惊:13:17。1846年美墨戰爭爆发后，汉考克力争获派去往前线:13。起初他被分配到肯塔基州招兵买马，由于工作出色，上级甚至不愿意让他离开这一岗位:14:18。但到了1847年7月，汉考克还是获许前往墨西哥普埃布拉加入第6步兵团，并与温菲尔德·斯科特将军带领的部队会合:14:18。
斯科特带领部队从普埃布拉继续深入内陆，这一过程中没有遭遇抵抗，之后从南部进攻墨西哥城。1847年的这场战役里，汉考克参与了孔特雷拉斯之战和楚鲁巴斯克之战，这也是他的首次实战经历:15-16，并在之后因表现英勇且有立功行为加衔中尉:16:20。汉考克的膝盖在楚鲁巴斯克负伤，并因此出现发烧症状。虽然他的身体状况有所改善，可以带兵参加莫利诺德尔雷伊之战，但还是因为发烧而无法参与最终突破墨西哥城的战斗，对此他抱憾终身:16-17。战争胜利后，汉考克和第6步兵团继续留在墨西哥直到两国于1848年签订和平条约:19。

### 婚姻及和平时期
作为陆军军需官和副官，汉考克在多地服役，这其中又以明尼苏达州亨内平县的斯内林堡（Fort Snelling）和密苏里州的圣路易斯为主:44。他在圣路易斯结识了阿尔米拉·（“艾莉”）·拉塞尔（Almira ("Allie") Russell），两人于1850年1月24日成婚:21-22。艾莉于1850年和1857年分别生下拉塞尔（Russell）和爱达（Ada），但两个孩子都比父母更早去世:22。1855年，汉考克获提升为上尉并被派往佛罗里达州的麦尔兹堡:24，他的家人也随同前往，艾莉成了整个军事基地仅有的女性:25:24-27。
汉考克身在佛罗里达州期间，第三次塞米诺尔战争已接近尾声，他的职责主要是军需工作，所以没有参与实战:25。随着佛罗里达州的局势开始缓和，汉考克又被派往堪萨斯州莱文沃思堡（Fort Leavenworth）:25。堪萨斯内战期间，他驻守西部，并在犹他战争结束后随第6步兵团驻守犹他领地。当地冲突解决后，汉考克于1858年11月进驻南加州:26-27。艾莉与两个孩子前来相聚，一家人在这里生活到1861年内战爆发，汉考克以上尉和助理军需官职务入伍，部队指挥官阿尔伯特·西德尼·约翰斯顿（Albert Sidney Johnston）之后将成为南方邦联将领。汉考克在加利福尼亚州与多位南方军官成为朋友，这其中最知名的就是弗吉尼亚州的路易斯·亚米斯德:28-32。内战爆发后，亚米斯德与其他南方军官离开加州前去加入南方邦联陆军，而汉考克则继续效忠北方联邦:33-34。

## 内战

### 加入波多马克军团

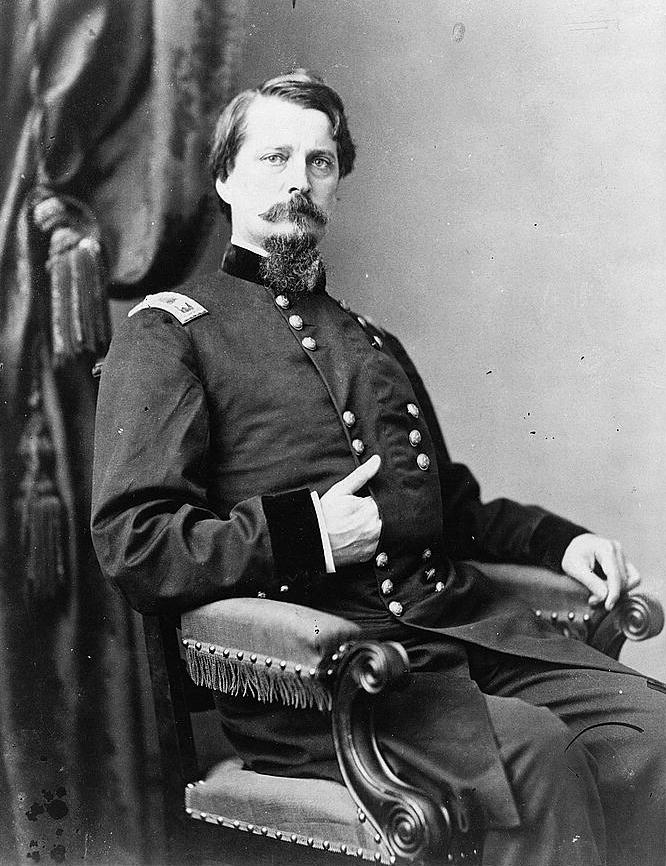
温菲尔德·斯科特·汉考克将军

汉考克回到东部，为迅速膨胀的北軍承担军需工作，并且很快就于1861年9月23日晋升为准將，得以指挥波多马克军团的一个步兵旅，其所在师则由威廉·F·“鲍尔迪”·史密斯（William F. "Baldy" Smith）统领。1862年半岛战役期间，他因在威廉斯堡之战中领军发动了关键性的反击战而赢得绰号“卓绝”（Superb），军队司令员乔治·B·麦克莱伦少将向首部哥伦比亚特区发去电报，称“汉考克今天表现卓绝”，这一绰号也从此留传下来。不过，麦克莱伦没有采纳汉考克乘胜追击的建议，邦联军队因此得以不受阻碍地撤离:41-42。
由于以色列·理查德森（Israel B. Richardson）在“血腥小径”的可怕战斗中受了致命重伤，汉考克因此在安提耶坦之战期间成为第二兵团第1师的指挥官。汉考克与手下将士戏剧性地冲入战场，他在部下与敌人间来回奔走:51-52。他的部下原以为汉考克会下令针对精疲力竭的南方军展开反攻，但麦克莱伦已经下令要求他坚守阵地。1862年11月29日，汉考克晋升志愿军少将。一个月后，他在弗雷德里克斯堡之役带师进攻玛莉高地，这场攻势以惨败告终，自己也腹部受伤。钱斯勒斯维尔战役期间，他的师掩护约瑟夫·胡克少将撤退，汉考克再度负伤:81-91。第二兵团司令员达利斯·考奇（Darius N. Couch）因对胡克在战斗中的行动不满而离开了波多马克军团，汉考克因此接过第二兵团指挥权，并且一直担任这一职务至战争结束前不久。

### 盖茨堡之役
1863年7月1到3日，汉考克以第二兵团新任指挥官的身份领军加入盖茨堡之役，这也是他军旅生涯中最知名的一场战事。7月1日早上，汉考克的朋友约翰·F·雷诺兹少将在战场上丧生，波多马克军团新任司令官乔治·米德少将派汉考克进入战场指挥实战并对战局作出评估。汉考克因此成为军队“左翼”的临时司令员，由第一兵团、第三兵团和第十一兵团组成。汉考克当时并非盖茨堡最资深的北军军官，因此这道命令表明米德对他的能力很有信心:81。第十一兵团指挥官奥利弗·O·霍华德比汉考克更加资深，两人还因米德的这一命令有过短暂争论，随着更大规模的邦联军力迫使第一和第十一兵团从墓园岭（Cemetery Hill）撤退，因此汉考克就在这里组织北军防线。米德授予他下令军队撤退的权力，所以他对北军坚守阵地、继续战斗的决定有直接责任:131-134。
7月2日，汉考克下属的第二兵团驻扎在墓地脊（Cemetery Ridge），大约是北军战线的中部，邦联军队总司令罗伯特·李则从战线两端发起进攻:89-94。北军左翼的第三兵团被詹姆斯·隆史崔特中将突破，汉考克派约翰·C·考德威尔率领第1师前去增援。由于安布罗斯·鲍威尔·希尔仍在继续攻击北军中部，汉考克加强了防御并把守各个据点:89-94。为了争取足够时间组织防御阵线，他下令明尼苏达第1志愿步兵团向南军的一个旅发动攻势，该旅的人数规格达到步兵团的4倍，可谓是自杀式的进攻，全团有87%的人员不死即伤:93，但事实证明，这个团的牺牲没有白费，北军成功组织起了防线，挽救了这天接下来的战事:93。
7月3日，汉考克继续镇守墓地脊，因此在皮克特冲锋来袭时首当其冲:96-99。邦联步兵冲锋前先由火规模的炮火开道，汉考克这时却非常显眼地骑在马背上观察战场，并鼓励手下将士。他的一位下属对此提出抗议：“将军，兵团的司令员不应该这样不顾自己的生命安危。”据称当时汉考克这样回答：“有些时候，兵团司令员的生命并不重要”:545。步兵进攻期间，他曾经的好友路易斯·亚米斯德准将带领乔治·皮克特少将统领师中的一个旅来犯，亚米斯德在战斗中受伤，并于短短两天后谢世。汉考克也在战斗中受了重伤，子弹打穿马鞍后带着木料碎片和一颗大弯钉冲入了他的右大腿内部，这导致他无法前去见朋友最后一面:98。在他人的帮助下，汉考克下了马，并用止血带止住流血，然后自己取出了大腿中的马鞍钉，他还误以为钉子是敌军的弹药，因此不无幽默地挖苦道：“他们都要用这个来当子弹，看来弹药肯定是捉襟见肘了”:561。汉考克从下属亨利·H·宾厄姆（Henry H. Bingham）嘴里得知亚米斯德受了致命重伤。虽然身上有伤，但他拒绝撤回后方直至战役结束。在整整三天的战斗中，他一直都激励着手下将士。美国国会之后感谢汉考克的“……勇敢和立功表现，以及在这场伟大的决定性胜利中起到的重要作用”。

### 弗吉尼亚州和战争结束

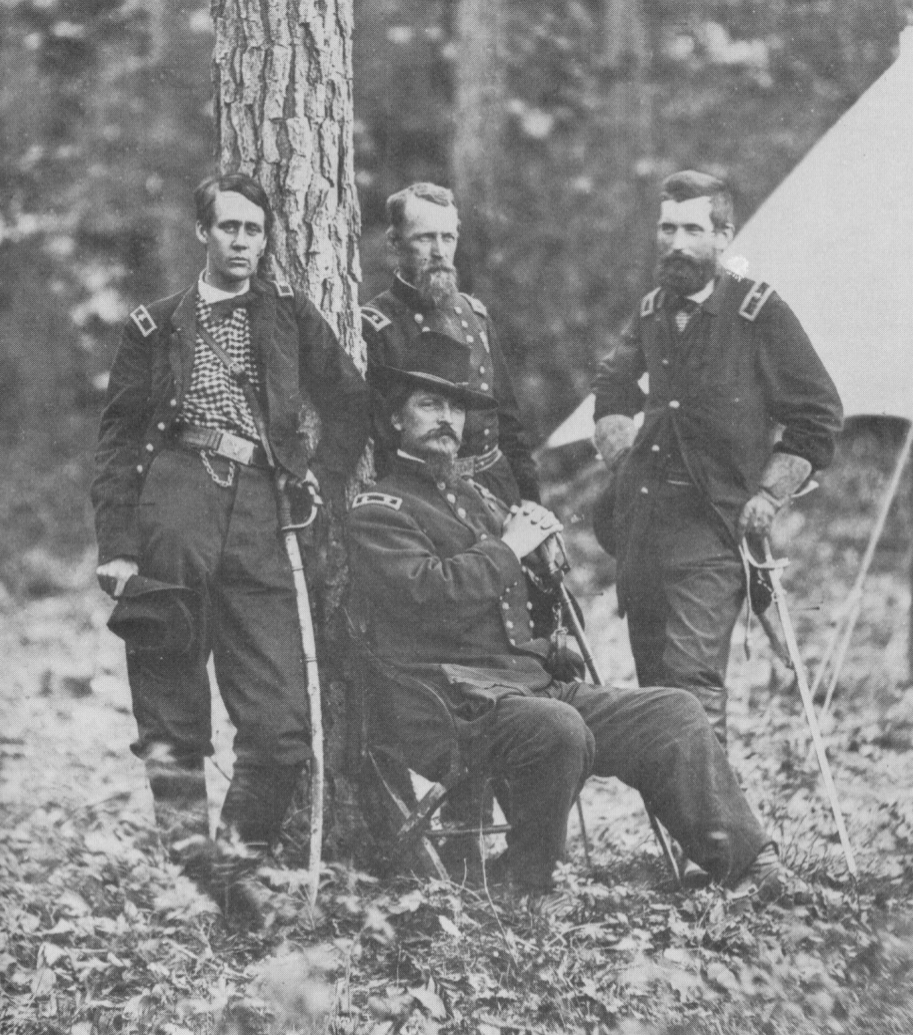
中坐者为汉考克，站着的三位均是莽原之役中他下属的师长，从左至右分别是：弗朗西斯·巴洛、大卫·伯尔尼和约翰·吉本。

战争接下来的时间里，汉考克一直忍受着盖茨堡所受伤痛的煎熬。在诺里斯敦休养了一段时间后，他在冬天为部队招募军人，再于1864年春返回担任第二兵团司令，参加尤利西斯·格兰特中将领导的奥弗兰战役，但他始终没有恢复到以前的机动性和年轻活力:103。汉考克在莽原之役中有出色表现，在5月12日的史波特斯凡尼亚郡府之役领军从“血腥角度”发起进攻，取得至关重要的战事突破，粉碎了前方包括石墙旅在内的南军防线:126-133。冷港战役期间，格兰特命令第二兵团发动攻势，这些进攻不但徒劳无功，还造成了大量人员伤亡:136-139。
格兰特的大军穿越詹姆斯河后，汉考克本有机会给这场战争划上句点。他的兵团前去支援鲍尔迪·史密斯针对彼得斯堡的进攻，这里的防线相当薄弱，但汉考克没有马上听从史密斯的建议发动大规模攻势，导致彼得斯堡的防线及时得到了南军支援，这也是奥弗兰战役期间北军错失的最大良机之一。领军参与迪普波顿（Deep Bottom）的战事后，汉考克晋升为常备军准将，于1864年8月12日起生效。
彼得斯堡围城战期间，汉考克遭遇了自己军事生涯中仅有的一次严重失利。他的第二兵团沿威尔明顿和韦尔顿铁路从南面攻城，并将路上的铁轨摧毁。8月25日，南军亨利·赫思少将发动进攻并夺取了北军位于里姆站的阵地，第二军团有大批将士被俘:159-164。虽然汉考克在之后的波伊德顿栈道之战取胜，但里姆站的失利，加上盖茨堡负伤的长期影响，共同导致他在这年11月决定放弃实战指挥权:169-173。第二兵团在汉考克离开的前一年里一共有4万多人死伤，但也取得了许多辉煌的军事胜利。他的下一项任务则是指挥第一退伍军人兵团，这是个仪式性的职位:169-173。他之后从事了更多招募军人的工作，指挥中部战争部，并且接替菲利普·谢里登少将在雪伦多亚河谷的军队指挥官职务，这里当时已经恢复了和平。汉考克因在雪伦多亚河谷服役而晋升少将，自1865年3月13日起生效。

## 战后军旅生涯

### 处死刺杀林肯的同谋者

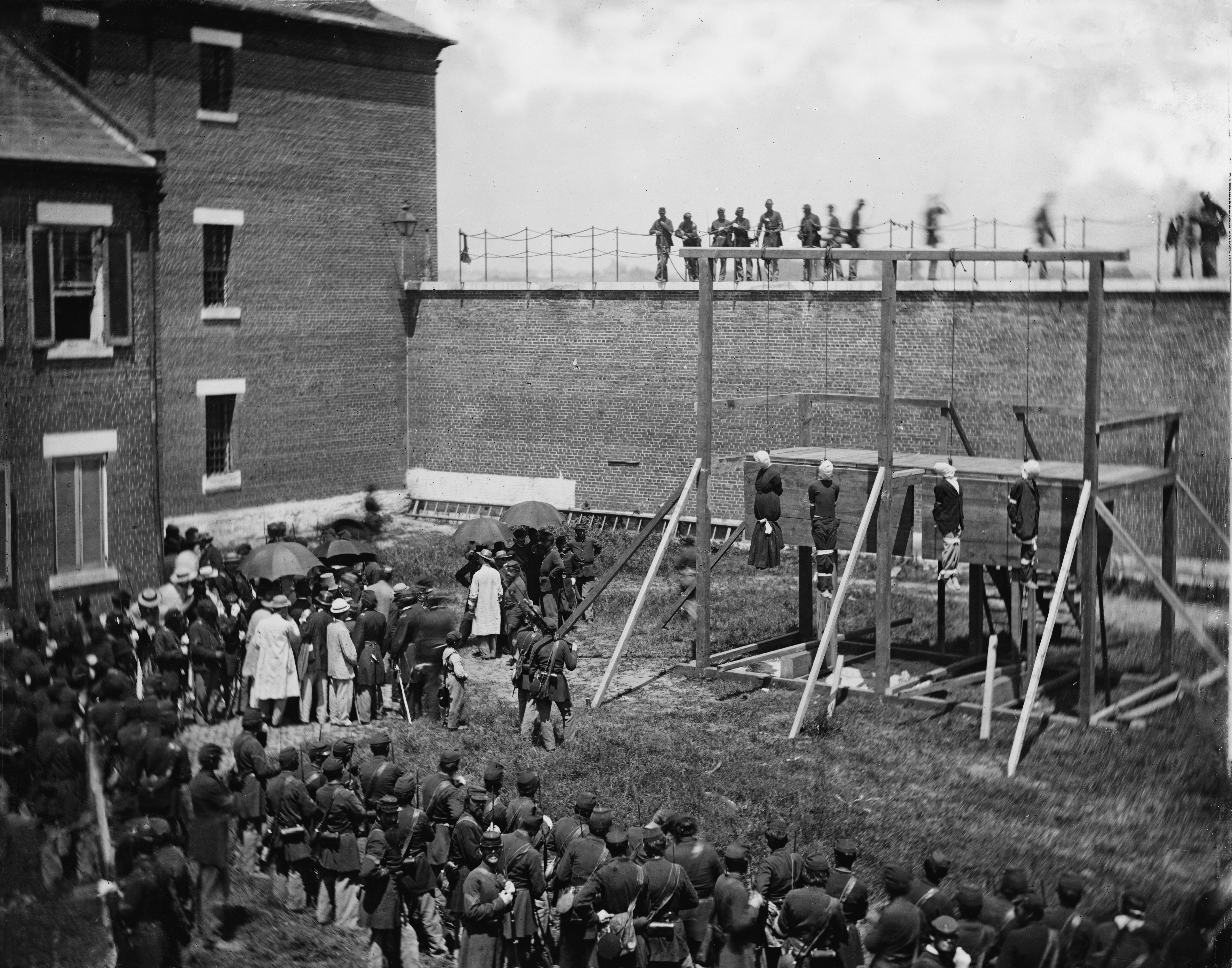
1865年7月7日，林肯遇刺案的几位共谋者被当众执行死刑。

内战结束后，汉考克获派监督林肯遇刺案几位同谋者的死刑执行:177。林肯总统于1865年4月14日遇刺，同年5月9日，政府组建军事委员会审理几名被告的案件:176-177:211-212。行凶的刺客约翰·威尔克斯·布斯已于案发当晚被击毙，几位同谋的案件审理很快就以定罪告终，总统安德鲁·约翰逊下令死刑于7月7日执行。汉考克不是很愿意处决以玛丽·苏勒（Mary Surratt）为代表的几名罪行不是很严重的同谋人士，但他还是执行了命令，之后他这样写道：“每一位军人在类似情况下都势必会像我一样执行命令”:272:179-180。

### 军事部门指挥官，与印第安人的谈判
处决林肯遇刺案的同谋后，汉考克成为新组建的中部战争部指挥官，部门总部位于巴尔的摩:182。1866年，汉考克因格兰特的推荐晋升少将，并于同年调任密苏里战争部指挥官，管辖范围包括密苏里州、堪萨斯州、科罗拉多州和新墨西哥州:183-184。汉考克前往堪萨斯州莱文沃思堡开始从事自己的新工作。此后不久，威廉·特库姆塞·舍曼将军指派汉考克带领远征队前去与夏安族和苏族谈判，这两个印第安人部落同美国联邦政府之间的关系自沙溪大屠杀以来已经显著恶化:185-189。谈判从一开始情况就很紧张，汉考克下令焚毁堪萨斯中部一处废弃夏安族村落之举更是火上浇油:194:296。虽然各方都没有因冲突导致较大的人员伤亡，但这次使命取得的进展仍然相当有限:198-199。

### 重建时期

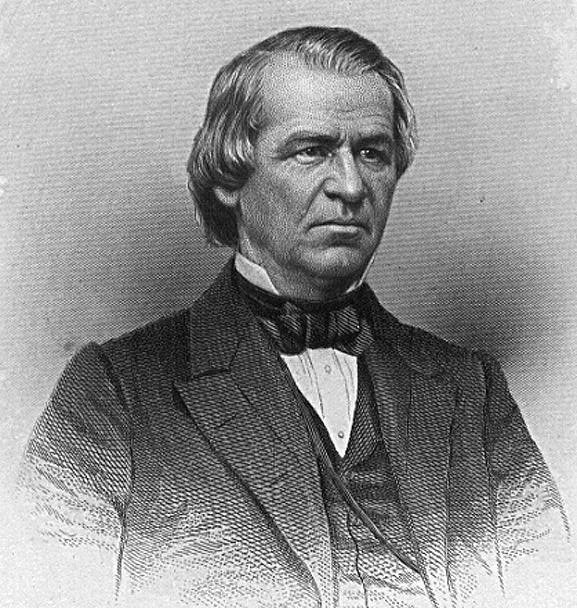
安德鲁·约翰逊（图）认为，汉考克是监督南方重建的理想将领人选。

汉考克在西部停留的时间较为短暂。约翰逊总统对重建时期共和党将领管理南部的方式不满，打算另请高明:289-290。最让总统不满的是菲利普·谢里登将军，约翰逊很快就命令格兰特将军调换汉考克和谢里登的任务，他相信身为民主党人的汉考克能够以更让自己满意的方式来进行管理:200-201。两人都对这样的安排不满，但谢里登和汉考克还是分别前往莱文沃思堡和新奥尔良报到:200-201。
根据新的使命，汉考克的责任范围包括由德克萨斯州和路易斯安那州组成的第五军区。抵达新奥尔良后不久，汉考克于1867年11月29日发布第40号将军令，表态支持总统约翰逊的政策，称只要军区内居民维护和平，文职官员各司其职，那么就“应当停止由军事力量来引领（地方治理），恢复各民政部门自然而正当的主权地位”。这份命令中还写道：
美国自由的伟大原则仍然合法地继续下来，并且也应该一直保持下去。由陪审团审判的权利、人身保护令、新闻自由、言论自由、天赋人权和财产权都必须受到保护。自由制度是人民福祉的根本保证，并且永远都伴随在和平与秩序的左右。:203
对于南方那些希望早日恢复地方民选政府的民主党人来说，汉考克的这道命令可谓是一针强心剂，但南方的黑人和共和党人则对此感到忧虑，担心这会导致当地恢复到战前保守白人占统治地位的状态:279-284:204-205。
哥伦比亚特区的共和党人，特别是激进派共和党人很快就对汉考克的第40号将军令加以谴责，约翰逊总统则完全赞成这一谴责:206-208:301-303，但汉考克对首都局势毫不在意，他很快就把自己的指令变成现实，当地共和党政治家多次请求他动用手中权力推翻选举结果和法院判决，但都遭将军拒绝，不过，他也让当地人明白，公开的暴动会受到镇压:206-208:301-303。汉考克在民主党内的声望与日俱增，一度有望成为该党1868年总统大选的总统候选人:213-228}。他在1868年民主党全国大会上得到了相当数量的代表支持，但最终没能达到竞选总统的目标。即便如此，他还是在政治上独树一帜，一方面信仰民主党州权至上、有限政府的根本原则，另一方面又坚持着无懈可击的反分裂立场:212:301-302。

### 调离南部，返回中部
格兰特将军在1868年大选中获胜，共和党人牢牢地把握住了首都哥伦比亚特区。汉考克因此再度调任，责任范围从较为敏感的南方重建转移到相对而言几乎是一潭死水的达科他战争部:229，具体范围包括明尼苏达州、蒙大拿领地和达科他领地。汉考克在这里与多位印第安部落酋长进行谈判，与之前在西部的远征相比，这次的和谈更为成功，双方基本建立了维持和平的共识:220-221。但到了1870年时，由于一支陆军远征军对黑足印第安人部落犯下屠杀罪行，双方关系再度恶化:232。与此同时，由于有白人违反《拉勒米堡条约》侵占黑山地区，白人与苏族的关系同样受到挑战。不过，双方还是避免了开战，当地在汉考克驻扎的大部分时间里都保持着和平。:233-234
这段时间里，汉考克还对黄石国家公园的设立作出了贡献。1870年8月，亨利·沃什伯恩（Henry D. Washburn）将军计划探索黄石地区，汉考克命令埃利斯堡第二骑兵队提供军事护送。这次探险人称沃什伯恩-兰福德-多恩远征，在公园最终建立上起到了重要作用。负责执行护送任务的是格斯塔夫斯·切尼·唐恩（Gustavus Cheyney Doane）中尉和埃利斯堡的第5骑兵队。1871年，约翰··巴洛（John W. Barlow）上尉在黄石地区探险时将一座山峰正式命名为汉考克峰（Mount Hancock），以感谢将军当年提供军事护送的决定，这座山峰之后也成为黄石公园的南部边界。

### 镇守东部和政治抱负
米德将军于1872年辞世，汉考克因此成为陆军资深少将，这让他有资格从事更为重要的职务。格兰特总统仍然希望避免把汉考克送去南部，故任命他执掌总部位于纽约加弗纳斯岛哥伦布堡（Fort Columbus）的大西洋战争部:292:235。其涵盖范围包围广袤的美国东北部，多年时间里在军事上总体风平浪静，仅有1877年铁路大罢工例外。当时铁路工人举行罢工来抗议工资削减，美国的交通运输系统因此陷入瘫痪。宾夕法尼亚州、西弗吉尼亚州和马里兰州州长请求总统拉瑟福德·伯查德·海斯派联邦军队介入，恢复铁路运作。联邦军队进城后，大部分地区的罢工相应中止，但还是发生了一些暴力冲突。:242-250
身在纽约期间，汉考克尽了最大努力来实现自己的政治抱负。1876年民主党全国大会上，他获得一些代表支持，但始终没有对纽约州州长塞缪尔·蒂尔顿构成威胁，后者在第二轮投票时就以绝对优势成为总统候选人:239。共和党候选人拉瑟福德·伯查德·海斯赢得了普选，汉考克也把眼光重新聚集在1880年大选上。1876年的选举危机以及1877年南方重建的结束让许多人认为，1880年大选将是民主党人数十年来咸鱼翻身的最好时机。

## 1880年大选

### 民主党大会
汉考克曾在之前多次民主党大会上成为总统候选人提名的竞争人选，但一直没能得到多数代表的支持。但到了1880年，他终于时来运转了。海斯总统已经承诺不会竞选连任，民主党的上届提名人选蒂尔顿又因身体欠佳谢绝再度参选:255-259。与汉考克同台竞争提名的包括托马斯·A·亨德里克斯、艾伦·瑟曼（Allen G. Thurman）、斯蒂芬·约翰逊·菲尔德（Stephen Johnson Field）和托马斯·F·贝亚德。汉考克在货币问题上保持中立，他在南方又因第40号将军令而拥有长久的民意支持，这意味着汉考克拥有的全国性支持要超过其他任何一位候选人:262。1880年6月，民主党全国大会在辛辛那提召开，汉考克在第一轮投票中就居于领先地位，但得票没有超过半数:306。到第二轮投票时，汉考克获得了所需要的三分之二代表支持，为了报答印第安纳州代表在最关键的时候投票支持自己，他选择了该州的威廉·海登·英格利希作为自己的竞选搭档:281:306。

### 竞选

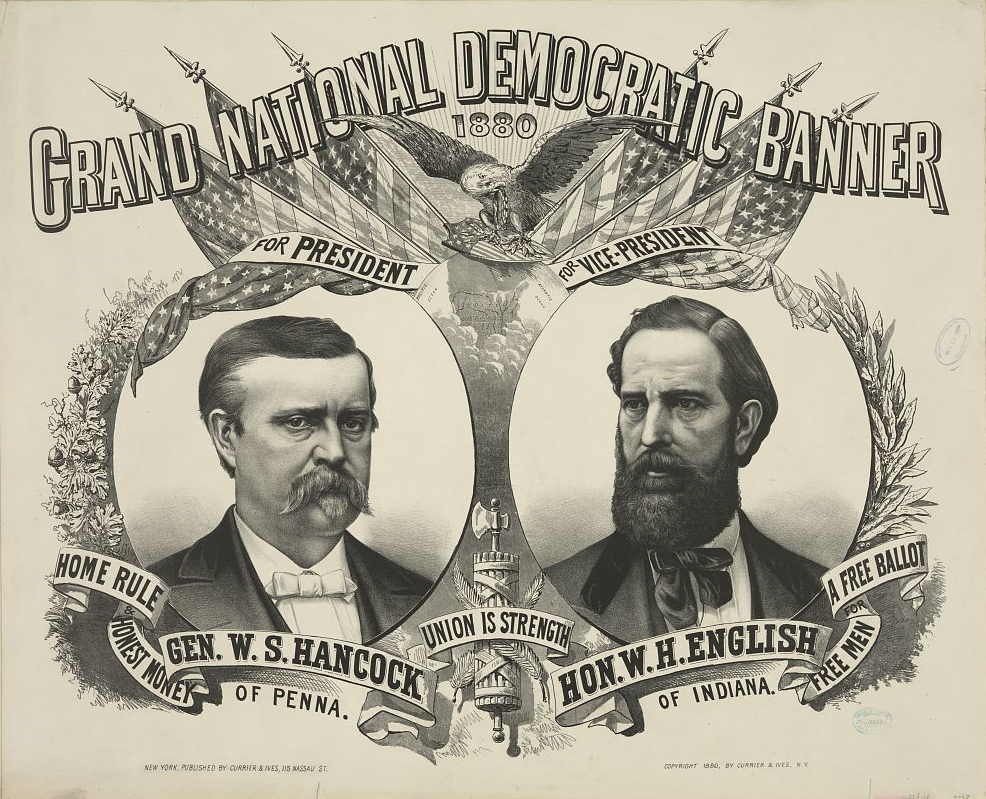
汉考克和英格利希的竞选海报

共和党提名的人选是俄亥俄州联邦众议员詹姆斯·艾布拉姆·加菲尔德，他是位经验老道的政治家。重建时期结束后，民主党白人在美国南方各州的选举中占有支配性地位，并且南方黑人的权利也已经被剥夺，民主党因此预计他们可以拿下这些州，但要赢得选举，他们还需要几个中西部州的支持，该地区有多个两党势均力敌的摇摆州，这些州因此在这一时期的全国性选举中占有决定性的地位。两党间的实际差异屈指可数，并且汉考克名气甚佳，共和党人也不愿对其个人加以攻击:292-296:307。民主党党纲中支持只对营收征收关税，这是共和党人唯一的突破口:297。加菲尔德的竞选活动利用民主党的这一支持，描绘民主党人对陷入困境的产业劳工麻木不仁，只想从当时的高额关税中获取利益。关税问题使民主党失去了已经实现工业化的北方州支持，这使得该党候选人已经不大可能赢得选举:297-301。最终，民主党候选人在预计拿下的北方各州中只赢得了新泽西州，并且没有赢得中西部任何一个目标州，连副总统候选人的故乡印第安纳州也不例外；共和党人赢得了选举，加菲尔德得到的普选票为445万3295张，只比汉考克的441万4082张多了3万9213票；选举人票的差距则要大得多，加菲尔德和阿瑟得到了214票，汉考克和英格利希则只有155票:306。

## 晚年
汉考克对选举失败泰然处之并出席了加菲尔德的就职典礼:311。大选过后，他继续坐镇大西洋战争部。1881年，他当选全美步枪协会主席，称“全美步枪协会的目标是让武器的使用像革命时期一样司空见惯，以此增强整个国家的军事实力”。从1878年起直至1886年去世，汉考克都是美国军事服务机构的分部主管兼首任主席。从1879年起直至去世，他还是退伍军人组织美国军令忠诚军团的统帅。他撰写的《汉考克少将有关印第安人事务的报告》（Reports of Major General W. S. Hancock upon Indian Affairs）于1867年出版。1885年，汉考克主持了总统格兰特的葬礼，这也是他最后一次在大型公众场合露面，同年他还回到盖茨堡旧地重游，不过没有大作宣传:312-313。
1886年2月9日，大西洋战争部司令员温菲尔德·斯科特·汉考克少将在加弗纳斯岛因糖尿病和痈的双重折磨与世长辞，享壽61岁，身后遗骨下葬在宾夕法尼亚州蒙哥马利县的蒙哥马利公墓，这里距诺里斯敦很近。他的两个孩子都已于此前去世，不过拉塞尔还有三个孩子。1887年，汉考克的遗孀阿尔米拉出版了《追忆温菲尔德·斯科特·汉考克》（Reminiscences of Winfield Scott Hancock）。
1893年，共和党人弗朗西斯·沃克（Francis A. Walker）将军这样写道：“虽然我（当年）没有投票支持汉考克将军，但我确信，这个国家近年来最大的损失，就是没能让那位侠义过人、气宇不凡的谦和绅士入主白宫。或许事至如今，两个党派都已经意识到，过去13年来没有让汉考克将军当选是一件多么不幸的事情”。

## 纪念和媒体

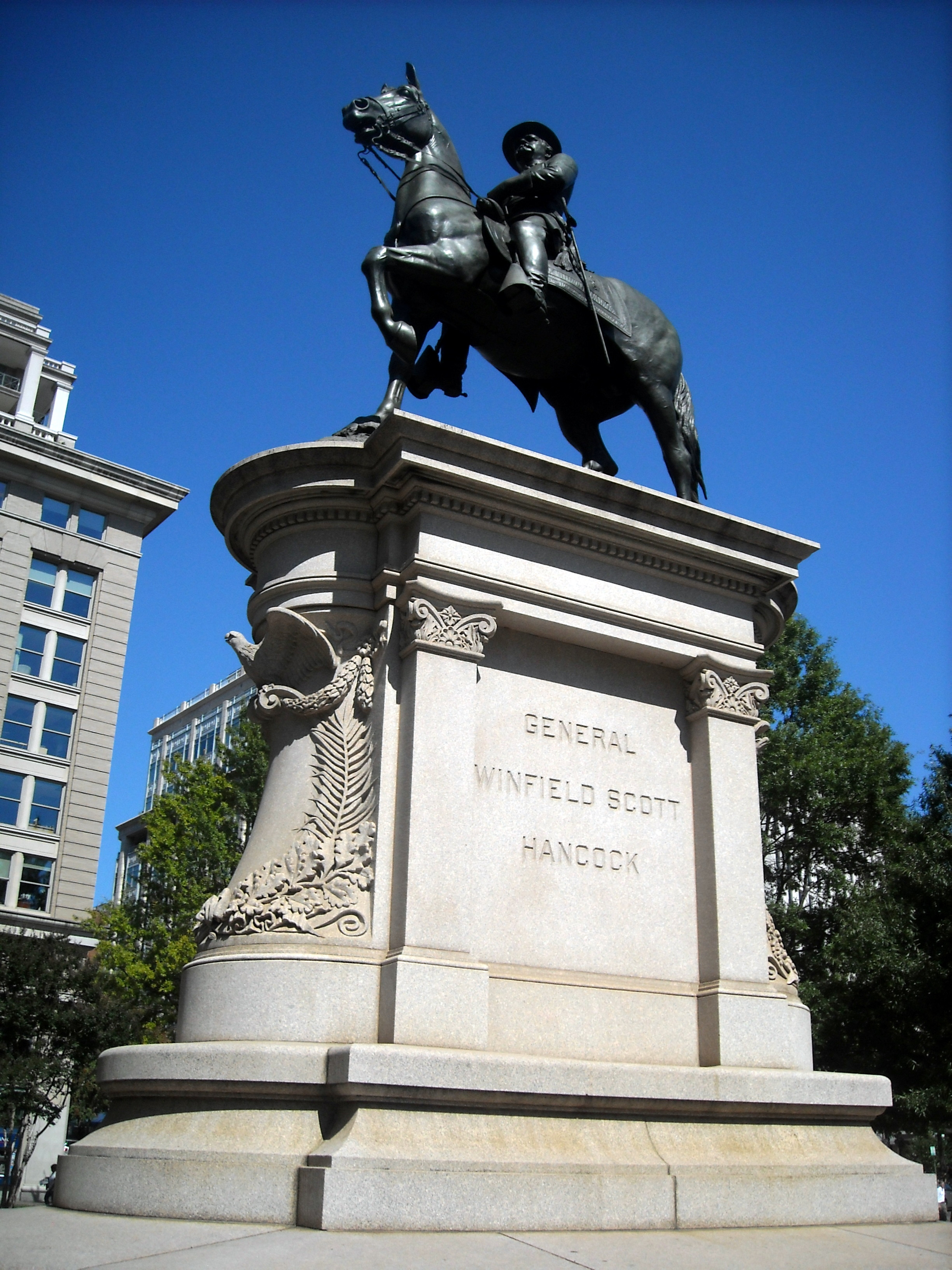
位于华盛顿哥伦比亚特区的温菲尔德·斯科特·汉考克将军纪念碑

美国多地有纪念汉考克的雕塑：盖茨堡战场的东公墓山有他的骑兵雕像，宾夕法尼亚州盖茨堡纪念馆也有他的肖像；盖茨堡纽约州纪念碑的浮雕上可以看到汉考克在皮克特冲锋过程中受伤的情景；首都华盛顿哥伦比亚特区宾夕法尼亚大道和第7街交汇处，以及宾夕法尼亚州费城费尔芒特公园（Fairmount Park）的史密斯南北战争纪念馆屋顶都有他的骑马雕像。纽约汉考克广场还有他的巨型半身铜像。
1962年，诺里斯敦的汉考克街建起了温菲尔德·斯科特·汉考克小学，校址距汉考克长大的地方不远。
1886年发行的2美元银券上印有汉考克的肖像。根据钱币收藏估算，这些银券如今尚存的仅有1500到2500张，在“美国百大流通纸币”上名列第73位。
1993年电影《盖茨堡之役》和2003年电影《众神与将军》分别改编自迈克尔·沙阿拉（Michael Shaara）的《杀戮的天使们》（The Killer Angels）和杰夫·沙阿拉（Jeff Shaara）的《众神与将军》，两部电影中的汉考克将军均由布莱恩·马龙（Brian Mallon）饰演，并且都是重要人物，有非常正面的刻画。

## 扩展阅读
- Chalfant, William Y. . Norman, OK: Arthur H. Clark Company. 2010. ISBN 978-0-87062-371-4.
- Denison, Charles Wheeler; Herbert, George B. . Philadelphia: The National Publishing Co. 1880  [2014-11-11]. OCLC 81289926. （原始内容存档于2016-07-08）.
- Goodrich, Frederick E.; Prince, Frederick O. . Boston: Lee & Shepard. 1880  [2014-11-11]. OCLC 6782477. （原始内容存档于2016-07-08）.